# Pfarrkirche Edelbach

Kirche von Edelbach

Edelbach, Pfarrkirche, Hochaltar

Die in der Österreichischen Kunsttopographie beschriebene Pfarrkirche von Edelbach gehörte zur Pfarre Neu-Pölla. Mit der ab 1938 erfolgten Aussiedlung von Edelbach zur Anlage des Truppenübungsplatzes Döllersheim wurde sie dem Verfall preisgegeben.

## Geschichte
Die Kirche von Edelbach gehörte früher zur Pfarre Altpölla. Die Pfarre Edelbach wurde in der ersten Hälfte des 13. Jahrhunderts von den Herren von Winkel durch Exzindierung gegründet. Ortlieb von Winkel schenkte sie 1258 mit dem Patronatsrecht dem Stift Zwettl.
Da die Pfarre zwischen 1654 und 1708 nicht besetzt war, wurde sie zeitweilig von der Pfarre Windigsteig aus versehen.
Ob es sich bei dem 1707, vom Abt von Stift Zwettl, Melchior von Zauneck, beauftragten und vom Maurermeister Mathias Atzmühlner aus Zwettl errichteten Langhaus der Pfarrkirche um einen Um- oder Neubau handelte, ist nicht klar. Der Kirchturm wurde 1752 unter Abt Rainer errichtet. 1810 wurde er erhöht.
1709 wurde der Pfarre Edelbach ein Ablass verliehen, welcher 1716 erneuert wurde.
Bei einer Besichtigung der auf dem Gelände des Truppenübungsplatz gelegenen Kirchen und Kapellen im Jahr 1955 durch Vertreter der Kirche wurde die Kirche von Edelbach noch in gutem Zustand vorgefunden. Sprengübungen brachten später die Südwand der Kirche und in weiterer Folge Teile des Dachs zum Einsturz. Im Oktober 1976 stürzte der Kirchturm ein.
Mittlerweile (Juli 2014) sind sämtliche Umfassungsmauern zusammengestürzt, sodass nur noch Fundamente und Steinhaufen von der einstigen Kirche künden.

## Beschreibung
Die Pfarrkirche von Edelbach besaß ein einschiffiges, mit flachbogiger Tonne gewölbtes Langhaus mit einem spätgotischen und netzgewölbten Chor aus dem 15. Jahrhundert. An der Ostseite wurde der barocke Turm aufgesetzt. An der Südseite wurde der Aufgang zum Chor angebaut und an der Nordseite eine rechteckige Sakristei mit Oratorium.
Die rechteckige Eingangstür mit Steinumrahmung befand sich gemeinsam mit einer viereckigen Luke und zwei querovalen Fenstern in der westseitigen, glatten und mit einem Steinkreuz bekrönten Giebelfront. Die ursprünglich querovalen Fenster des Langhauses wurden im Zuge von Renovierungsarbeiten durch spitzbogige Fenster ersetzt und auch im Musikchor wurden solche Fenster nachträglich eingebaut.
Der Chor war schmäler, aber gleich hoch wie das Langhaus und in fünf Seite eines Achtecks geschlossen. Die erste, dritte und fünfte Seite des Polygons besaß je ein Spitzbogenfenster.
Sowohl das Langhaus- als auch das Chordach waren als Satteldach ausgeführt. Die Decke des rechteckigen Langhauses war mit einer flachen Längstonne gewölbt, während der Chor ein spätgotisches Sterngewölbe besaß.
Der aus Holz gefertigte und aus der Zeit um 1674 stammende Hochaltar war rot und gelb marmoriert und besaß vergoldete Zierate. Das Altarbild zeigte eine Darstellung von Maria mit dem Kinde und war mit „Klemens Beuttler … 1674“ bezeichnet. Ursprünglich stammte dieses von Abt Caspar vom Stift Zwettl 1673 bestellte Bild den Frauenaltar in der Stiftskirche und wurde 1728 unter Abt Melchior von dort nach Edelbach übertragen.
Unter Abt Melchior wurden zwei Seitenaltäre angeschafft, aber 1864 beseitigt. Deren Altarbilder blieben in der Kirche.
Die viereckige Kanzel aus Holz befand sich an der Nordseite des Triumphbogens.